# Cloud Peak

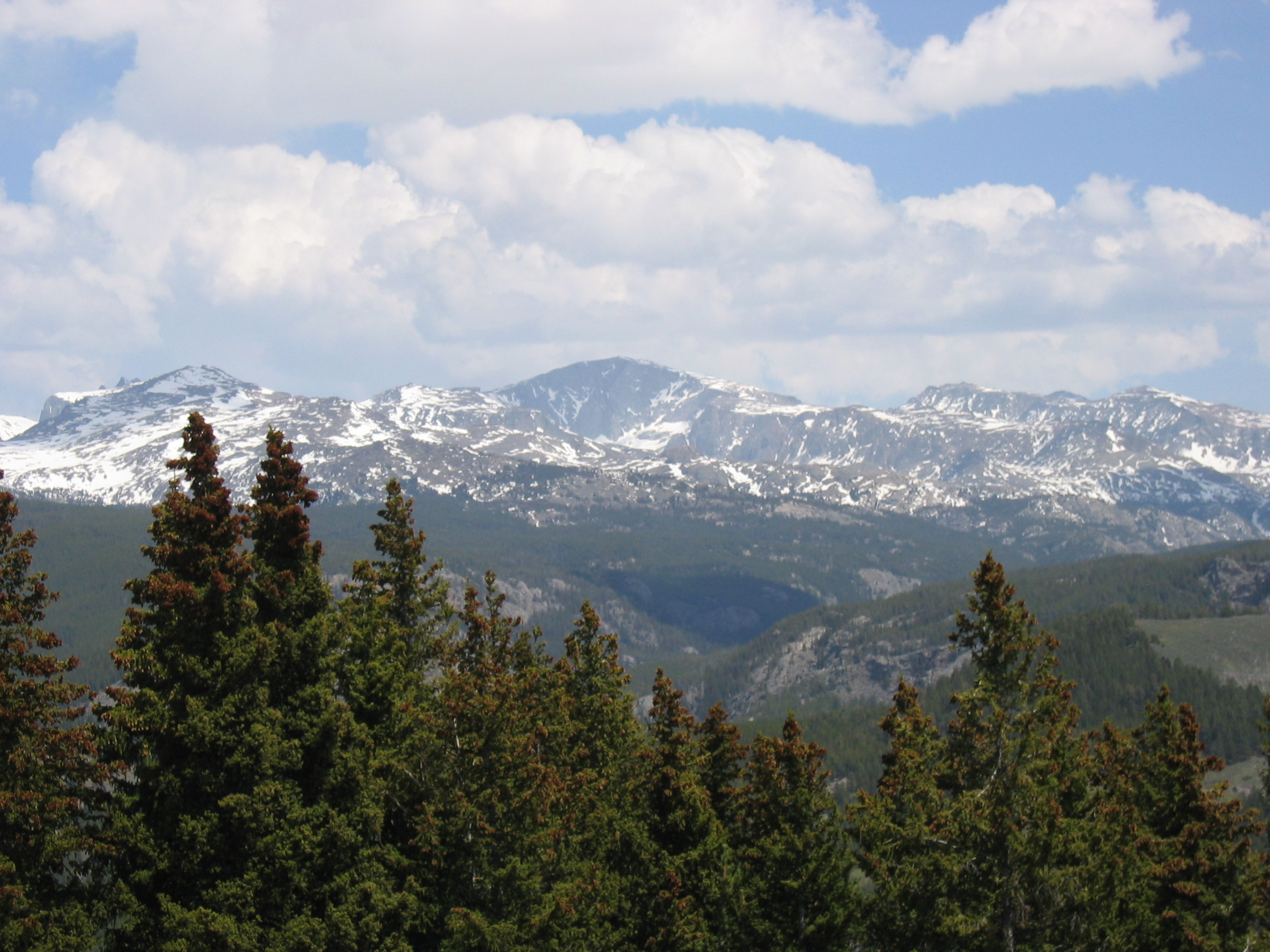
Vy mot Bighorn Mountains med Cloud Peak i mitten.

Cloud Peak är den högsta bergstoppen i bergskedjan Bighorn Mountains i den amerikanska delstaten Wyoming. Toppen befinner sig 4 013 meter över havet (13 167 fot).
Toppen ligger i vildmarksområdet Cloud Peak Wilderness i Bighorn National Forest, på gränsen mellan Johnson County och Big Horn County. Som den högsta punkten på en isolerad bergskedja har berget en topografisk primärfaktor på 2 154 meter, vilket är den näst högsta primärfaktorn i Wyoming efter Gannett Peak och den femtonde högsta i de 48 sammanhängande delstaterna.